# Down (futbol amerykański)
Down, próba – pojęcie w futbolu amerykańskim określające czas meczu, w którym przebiega gra.
Drużyna w posiadaniu piłki może podjąć cztery próby by rozgrywając piłkę zdobyć co najmniej 10 jardów boiska w kierunku pola punktowego drużyny przeciwnej. Po zdobyciu 10 jardów pola drużyna atakująca zyskuje prawo do kolejnej pierwszej próby, a zatem może ponownie podjąć cztery próby do zyskania kolejnych 10 jardów lub do zdobycia punktów. Jeśli atakowi nie uda się uzyskać pierwszej próby (zdobyć 10 jardów pola) po czterech próbach, traci posiadanie piłki na rzecz drużyny przeciwnej. 
Zazwyczaj po niepowodzeniu w trzech próbach drużyna wybiera wykonywanie punta (wykop piłki mający na celu oddalenie gry jak najdalej w stronę pola punktowego rywala), field goala (próba strzału do bramki, jeśli jest do niej wystarczająco blisko) bądź jeśli sytuacja w meczu zmusza do podjęcia ryzyka, rozgrywa czwartą próbę „normalnie”. 